# Стефані Данелл Перрі
Стефані Данелл Перрі (англ. Stephani Danelle Perry; 14 березня 1970) — американська письменниця, яка пише у жанрах фентезі, наукова фантастика і жахи під скороченим іменем С. Д. Перрі (англ. S. D. Perry). Написала ряд новелізацій відомих фільмів та відеоігор.
Дочка письменника Стіва Перрі.

### Aliens
- 1993: The Female War. (ISBN 978-0-553-56159-3) — третя новела серії, написана у співавторсті з батьком.
- 1996: Labyrinth. (ISBN 978-0-553-57491-3) — шоста новела серії.
- 1998: Berserker. Ninth novel of the series, also adapted from a Dark Horse Comics mini-series. (ISBN 978-0-553-57731-0) — дев'ята новела серії.
- 2008: Criminal Enterprise. (ISBN 978-1-59582-003-7) — тринадцята новела серії.

### Aliens vs. Predator
- 1994: Prey (ISBN 978-0-553-56555-3) — у співавторстві з батьком.
- 1999: War (ISBN 978-0-553-57732-7)

### Resident Evil
- 1998, Book 1: The Umbrella Conspiracy. Novelization of the original Resident Evil video game. (ISBN 978-0-671-02439-0) — новелізація Resident Evil
- 1998, Book 2: Caliban Cove. (ISBN 978-0-671-02440-6)
- 1999, Book 3: City of the Dead. (ISBN 978-0-671-02441-3) — новелізація Resident Evil 2.
- 1999, Book 4: Underworld. (ISBN 978-0-671-02442-0)
- 2000, Book 5: Nemesis. (ISBN 978-0-671-78496-6) — новелізація Resident Evil 3: Nemesis.
- 2001, Book 6: Code Veronica. (ISBN 978-0-671-78498-0) — новелізація Resident Evil Code: Veronica.
- 2004, Book 7: Zero Hour. Novelization of Resident Evil Zero. (ISBN 978-0-671-78511-6) — новелізація Resident Evil Zero.

### Star Trek: Deep Space Nine
- 2001: The Avatar, Book One (ISBN 978-0-7434-0050-3)
- 2001: The Avatar, Book Two (ISBN 978-0-7434-0051-0)
- 2003: Rising Son (ISBN 978-0-7434-4838-3)
- 2003: Unity (ISBN 978-0-7434-9654-4)
- 2008: Terok Nor: Night of the Wolves (with Britta Dennison) (ISBN 978-0743482516)
- 2008: Terok Nor: Dawn of the Eagles (with Britta Dennison) (ISBN 978-0743482523)

### Star Trek: The Original Series
- 2001: Star Trek: Section 31: Cloak (ISBN 978-0-671-77471-4)
- 2010: Inception (ISBN 978-0-7434-8250-9)

### Інші новелізації
- 2009: Wonder Woman (ISBN 1416598731)
- 2013: The Summer Man (ISBN 1611099161)
- 2015: Alien: The Weyland-Yutani Report (ISBN 978-1-60887-316-6)
- 2018: DC Comics: Anatomy of a Metahuman (ISBN 978-1608875016)
- 2018: Shadow of the Tomb Raider - Path of the Apocalypse — новелізація Shadow of the Tomb Raider.

Перрі написала новелізації фільмів Патруль часу і Вірус, а також новелу Inheritance для збірника новел Tapestries по грі Magic: The Gathering.